# Australohyliota chilensis
Australohyliota chilensis is een keversoort uit de familie spitshalskevers (Silvanidae). De wetenschappelijke naam van de soort werd in 1851 gepubliceerd door Charles Émile Blanchard.